# 제50회 금마장
제50회 금마장은 2013년 11월 8일에 열린 시상식이다.

## 수상 및 후보

### 장편영화상
- 일로 일로 - 안소니 첸 수상

### 단편영화상
- 버터 램프 - 하오웨이 후 수상

### 다큐멘터리상
- 비욘드 뷰티, 타이완 프롬 어보브 - Chi Po Lin 수상

### 감독상
- 떠돌이 개 - 차이밍량 수상

### 남우주연상
- 떠돌이 개 - 이강생 수상

### 여우주연상
- 일대종사 - 장쯔이 수상

### 남우조연상
- 일구사이 - 이설건 수상

### 여우조연상
- 일로 일로 - YEO Yann Yann 수상

### 신인감독상
- 일로 일로 - 안소니 첸 수상

### 신인배우상
- 지기 - 곽서요 수상

### 각본상
- 일로 일로 - 안소니 첸 수상

### 각색상
- 우리가 잃어 버릴 청춘 - 자오웨이 수상

### 촬영상
- 일대종사 - 필립 르 소드 수상

### 편집상
- 천주정 - Matthieu Laclau 외 1명 수상

### 미술상
- 일대종사 - 장숙평 수상
- 일대종사 - 구위명 수상

### 액션감독상
- 차이니즈 조디악 - 성룡 외 2명 수상

### 영화음악상
- 천주정 - 임강 수상

### 주제가상
- 락 미 투더 문 - I Love You 수상

### 분장/의상디자인상
- 일대종사 - 장숙평 수상

### 시각효과상
- 일대종사 - 피에르 버핀 수상

### 음향효과상
- 실혼 - TU Duu-Chih 외 1명 수상

### 국제비평가협회상
- 리거 모티스 - 주노 막 수상

### 관객상
- 일대종사 - 왕가위 수상

### 평생공로상
- 더 스토리 오브 티-잉 - 이한상 수상

### 갈라 프리미어
- 스위트 알리바이 - 리엔 이치
- 더 투엘브 나잇 - Raye
- 잇 메익스 투 투 탱고 - 완련
- 애쉬즈 - 호위성
- 웬 더 콜드 윈드 블로우즈 - Wei Liang Chiang
- 이모르뗄 - 다비드 베어벡
- 나이트후드 - Pei-Ju Hsieh
- 온 디 에어 - Ｈsu Chia Wen
- 레스큐 - 포 추 치
- 비욘드 - Ching Chun Wen
- 위 아 모나리자 - 구우봉
- Yen Yen - Lin Chun Ni
- 더 풀 맨 - ZHAN Kai-di

### 금마장상 후보작
- 과계 - 플로라 라우
- 차이니즈 조디악 - 성룡
- 포레버 러브 - 아오자루 시아오 외 1명
- 지기 - Po-Jui Chang
- 실혼 - 청몽홍
- 일구사이 - 펑샤오강
- 천주정 - 지아장커
- 쿠치의 여름 - 장초치
- 광무파 - 아담 사우핑 웡
- 성탄매괴 - 양채니
- 격전 - 임초현
- 콜드 워 - 렁록만 외 1명
- 미리야 - 임달화 외 2명
- 친애적내내 - 취요닝
- 서유항마편 - 주성치
- 마약전쟁 - 두기봉
- 블라인드 디텍티브 - 두기봉
- 요리대전 - 진옥훈
- 17세의 꿈 - 수자오렌
- 늑대가 양을 만났을 때 - 허우 치얀
- 중국합화인 - 진가신
- 롱잉 포 더 레인 - 리나 양
- 청춘파 - 지에 리우
- 바운더리 레벌레이션 - LEE Li-Shao
- 푸수 쿠니 - 시앙-추 탕
- 브릿지 오버 트러블드 워터 - 양 리 쵸우
- 락 미 투더 문 - 후앙 시아춘
- 다운스트림 - KWOK Zune
- 더 비지 영 사이킥 - CHEN Ho-yu
- 어 브레스 프롬 더 바텀 - CHAN Ching-Lin

### 비바 오뙤르
- 파라다이스: 러브 - 울리히 사히들
- 파라다이스: 신념 - 울리히 사히들
- 파라다이스: 호프 - 울리히 사히들
- 제5계급 - 빌 콘돈
- 투 마더스 - 안 퐁텐
- 모피를 입은 비너스 - 로만 폴란스키
- 베스트 오퍼 - 쥬세페 토르나토레
- 까미유 끌로델 - 브루노 뒤몽
- 영 앤 뷰티풀 - 프랑소와 오종
- 허니문 - 얀 흐르베이크
- 도즈 해피 이어스 - 다니엘레 루체티
- 어느 남편의 부인 살리기 - 다니스 타노비치
- 릴럭턴트 펀더멘탈리스트 - 미라 네이어
- 빙의 - 브리얀테 멘도사
- 리얼 완전한 수장룡의 날 - 구로사와 기요시
- 도모구이 - 아오야마 신지
- 지옥이 뭐가 나빠 - 소노 시온

### 파노라마
- 숏텀 12 - 데스틴 크리튼
- 프린스 아발란체 - 데이빗 고든 그린
- 스펙타큘라 나우 - 제임스 폰솔트
- 사랑받고 내쳐진 - 제임스 토백
- 가브리엘 - 루이즈 아샹보
- 위 아 더 프릭스 - 저스틴 에드가
- 온 마이 웨이 - 엠마누엘 베르코
- 두 낫 디스터브 - 이반 아탈
- 그랜드 센트럴 - 레베카 즐로토브스키
- 어 캐슬 인 이탈리아 - 발레리아 브루니 테데스키
- 헨리 - 욜랜드 모로
- 수잔 - 카텔 퀼레베레
- 브로큰 서클 - 펠릭스 반 그뢰닝엔
- 신부님의 아이들 - 빈코 브레잔
- 더 메이저 - 유리 비코프
- 오마르 - 하니 아부 아사드
- 컵케익스 - 에이탄 폭스

### 필름메이커스 인 포커스
- 아델의 삶-1&2 - 압델라티프 케시시
- 검은 비너스 - 압델라티프 케시시
- 생선 쿠스쿠스 - 압델라티프 케시시
- 게임스 오브 러브 앤 찬스 - 압델라티프 케시시
- 볼테르의 탓이다 - 압델라티프 케시시
- 지난 날 - 아쉬가르 파라디
- 씨민과 나데르의 별거 - 아쉬가르 파라디
- 어바웃 엘리 - 아쉬가르 파라디
- 불꽃놀이 - 아쉬가르 파라디
- 아름다운 도시 - 아쉬가르 파라디
- 사막의 춤 - 아쉬가르 파라디
- 현실의 춤 - 알레한드로 조도로프스키
- 성스러운 피 - 알레한드로 조도로프스키
- 홀리 마운틴 - 알레한드로 조도로프스키
- 엘 토포 - 알레한드로 조도로프스키
- 판도와 리스 - 알레한드로 조도로프스키

### 아시아의 창
- 오싱 - 토가시 신
- 그 밤의 사무라이 - 아카호리 마사아키
- Orpheus' Lyre - KURIMURA Minoru
- 소년H - 후루하타 야스오
- 신세계 - 박훈정
- 바라: 축복 - 키엔체 노르부
- 아이 두 비두 비두 - 크리스 마르티네즈
- 마리는 행복해 - 나와폰 탐롱라타라닛
- 잉글리쉬 빙글리쉬 - 가우리 신드
- 몬순 슛아웃 - 아미트 쿠마
- 첸나이 익스프레스 - 로히트 셰티
- 인스턴트 마미 - 레오 아바야
- 남쪽에서 온 편지 - Adi tya ASSARAT 외 5명

### 디스커버리
- 오스카 그랜트의 어떤 하루 - 라이언 쿠글러
- 하모니 레슨스 - 에미르 바이가진
- 인 블룸 - 나나 에크브티미슈빌리
- 와즈다 - 하이파 알 만수르
- 뛰고 싶은 사라 - 클로에 로비샤드
- 아버지를 찍으러 - 나카노 료타
- 명왕성 - 신수원
- 황금 우리 - 디에고 퀘마다 디에즈
- 우리는 불법노동자 - 호세 루이스 바예

### 또 다른 시선
- 다크 블러드 - 조지 슬루이저
- 보그만 - 알렉스 반 바르메르담
- 제5계절 - 피터 브로센 외 1명
- 스트레인지 리틀 캣 - 라몬 취르허
- 빅+플로 쏘우 어 베어 - 드니 코테
- 오브 굿 레포트 - 자밀 X.T. 쿠베카
- 부카레스트에 땅거미가 지면 - 코르넬리우 포룸보이우
- 광기가 우리를 갈라놓을 때까지 - 왕빙

### L.G.B.T
- 플로팅 스카이스크래퍼 - 토마스 바실레프스키
- 호수의 이방인 - 알랭 기로디
- 테스트 - 크리스 메이슨 존슨
- 두 엄마 - 앤 조라 베라치드

### 미드나잇 익스프레스
- 프랑켄슈타인스 아미 - 리차드 라포스트
- 관광객들 - 벤 웨틀리
- 롱 캅스 - 쿠엔틴 듀피욱스
- 네세서리 데스 오브 찰리 컨트리맨 - 프레드릭 본드
- 캡틴 하록 - 아라마키 신지
- 셀레스철 와이브즈 오브 메도우 마리 - 알렉세이 페도르첸코
- 섹스, 드러그 앤 택세이션 - 크리스토퍼 부

### 라이프 앤 레전드
- 푸시 라이엇: 어 펑크 프레이어 - 마이크 러너 외 1명
- 더 스톤 로즈: 메이드 오브 스톤 - 셰인 메도우스
- 더 롤링 스톤즈 - 피터 화이트헤드 외 1명
- 로큰롤 사진가들 - 스티븐 코숀스
- 포 노 굿 리즌 - 찰리 폴
- 우리가 들려줄 이야기 - 사라 폴리
- 마더스 데이 - Choi Bin Chuen
- 시작의 길 - 하라 케이이치
- 지나간 현재 - 셔우 티옹 구안

### 고전 상영
- 풀 메탈 자켓 - 스탠리 큐브릭
- 로마의 휴일 - 윌리엄 와일러
- 전장의 크리스마스 - 오시마 나기사
- 태양은 가득히 - 르네 클레망
- 아름다운 5월 - 크리스 마르케
- 패왕별희 - 천카이거
- 샤오피 이야기 - 진국부
- 양산백과 축영태 - 이한상
- 24개의 눈동자 - 키노시타 케이스케

### 감독과의 만남
- 천주정 - 지아장커
- 해상화 - 허우 샤오시엔
- 색, 계 - 이안
- 홀로 잠들고 싶지 않아 - 차이밍량
- 첨밀밀 - 진가신
- 더 웨이 위 알 - 허안화
- 여름 궁전 - 로예
- 완령옥 - 관금붕
- 흑사회 - 두기봉

### 시크릿 상영
- 아임 소 익사이티드 - 페드로 알모도바르
- 인사이드 르윈 데이비스 - 조엘 코엔 외 1명
- 블루 재스민 - 우디 앨런
- 질투 - 필립 가렐